# Карвіко
Карвіко (італ. Carvico) — муніципалітет в Італії, у регіоні Ломбардія,  провінція Бергамо.
Карвіко розташоване на відстані близько 490 км на північний захід від Рима, 35 км на північний схід від Мілана, 15 км на захід від Бергамо.
Населення — 4651 особа (2014).
Щорічний фестиваль відбувається 11 листопада. Покровитель — святий Мартин.

## Демографія
Населення за роками:

Станом на 1 січня 2023 року в муніципалітеті офіційно проживали 424 іноземці з 37 країн, серед них 97 громадян країн Євросоюзу та 12 громадян України.

## Сусідні муніципалітети
- Калуско-д'Адда
- Понтіда
- Сотто-іль-Монте-Джованні-XXIII
- Терно-д'Ізола
- Вілла-д'Адда